# Componibilitat
La componibilitat (del llatí componere «posar junts») és un concepte filosòfic forjat per Leibniz per designar que quelcom és possible en relació amb alguns estats de coses, fets o circumstàncies. Leibniz establí que un element individual complet (per exemple una persona) es caracteritza per totes les seves propietats, i aquestes determinen les seves relacions amb altres elements individuals. L'existència d'un element individual pot contradir l'existència d'un altre. Un món possible comprèn elements individuals que són componibles; ço és, elements individuals que poden existir junts.
Leibniz indica que un món és un conjunt d'elements componibles, tanmateix, un món és una mena de col·lecció d'elements que Déu podria portar a l'existència. Però ni tan sols Déu pot portar a l'existència un món en què hi hagués una certa contradicció entre els seus membres o propietats.
Quan Leibniz parla d'un món possible, vol dir un conjunt de componibles, coses finites que Déu podria haver portat a l'existència si no estigués limitat per la bondat que és part de la seva natura. El món real, altrament, no és més que el conjunt de les coses finites exemplificades per Déu, perquè és el més gran en bondat, realitat i perfecció. Naturalment, el fet que es pugui experimentar aquest món (el món real) significa que hi ha almenys un món possible. Per a Leibniz hi ha un nombre infinit de mons possibles.
Alain Badiou pren aquest concepte definint la filosofia com la creació d'un «espai de componibilitat» de veritats heterogènies i Gilles Deleuze el fa servir a Cinéma II, basant-se en l'explicació de Leibniz del problema dels futurs contingents, tot creant la noció d'en-componible, i basant-se en Jorge Luis Borges explica que hi ha de fet diversos mons mútuament contradictoris.
També David Kellogg Lewis a The Paradoxes of Time Travel (1976) utilitza el concepte de componibilitat per assegurar: «Dir que quelcom pot succeir significa que el seu succés és componible amb determinats fets. Quins fets? Això està determinat, però de vegades no determinat prou bé pel context».